# Zamieszki we Lwowie (1932)
Zamieszki we Lwowie w 1932 roku – rozruchy na tle antysemickim, które miały miejsce we Lwowie w listopadzie i grudniu 1932 roku.
Począwszy od końca lat 20. Młodzież Wszechpolska i inne organizacje obozu narodowego prowadziły energiczną agitację za wprowadzeniem getta ławkowego i urzędowym ograniczeniem liczby studentów pochodzenia żydowskiego. Ich działaniom nierzadko towarzyszyły akty przemocy. Jesienią 1932 roku młodzież endecka dwukrotnie sprowokowała we Lwowie zamieszki na dużą skalę (12–13 listopada i 27 listopada – 1 grudnia). W pierwszym przypadku za pretekst posłużyła rocznica śmierci polskiego studenta, który zginął w starciu z żydowskimi studentami w Wilnie, w drugim – śmierć lwowskiego studenta, zabitego przez żydowskich batiarów w pijackiej awanturze. Efektem rozruchów byli liczni ranni i aresztowani oraz znaczne szkody w mieniu.
Zamieszki odbiły się szerokim echem w całej Polsce, a także poza jej granicami.

## Geneza

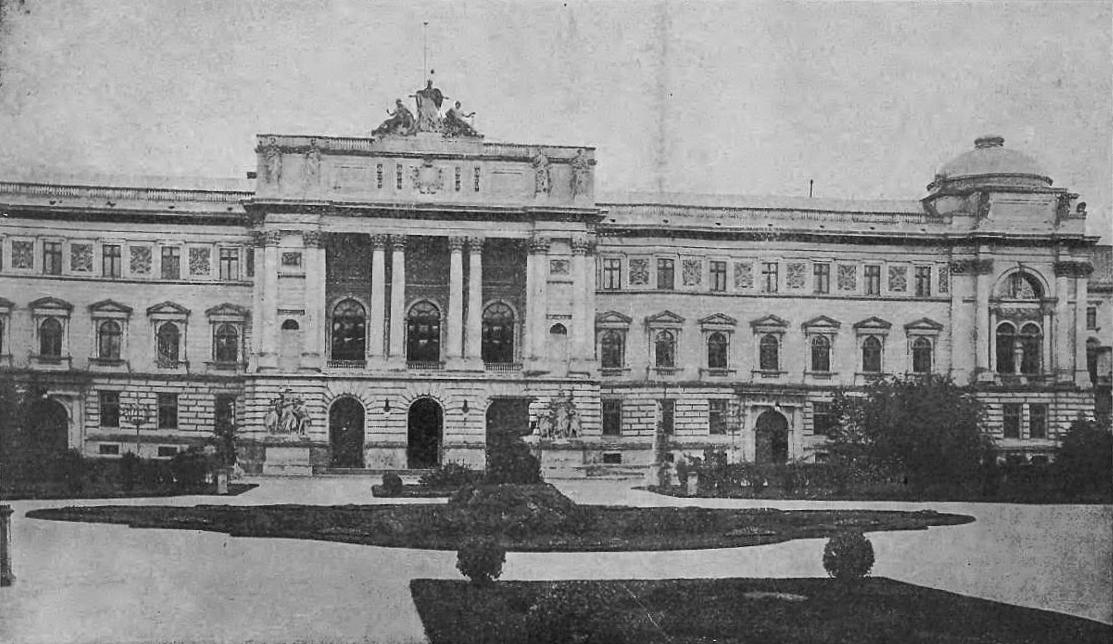
Gmach główny Uniwersytetu Jana Kazimierza

W okresie międzywojennym polskie środowisko studenckie we Lwowie znajdowało się pod przemożnym wpływem obozu narodowego. Zjawisko to było szczególnie widoczne na Uniwersytecie Jana Kazimierza, gdzie na przełomie lat 20. i 30. pozycja Młodzieży Wszechpolskiej pozostawała – wedle słów Grzegorza Mazura – „nieprawdopodobnie silna”.
W czerwcu 1929 roku uczennice prywatnego żydowskiego gimnazjum we Lwowie zostały niesłusznie oskarżone o celowe zakłócenie procesji Bożego Ciała. Pod pretekstem obrony uczuć religijnych środowiska narodowe wywołały w mieście rozruchy na tle antysemickim. Zdecydowana reakcja władz sanacyjnych spowodowała, że przybrały one także antyrządowy charakter. Wydarzenia te – od nazwiska starosty grodzkiego Aleksandra Klotza ochrzczone mianem „klocjady” – odbiły się echem w całej Polsce.
Od czasu „klocjady” postępował proces radykalizacji młodzieży endeckiej. Na uczelniach wyższych, w tym lwowskich, Młodzież Wszechpolska i powiązane z nią organizacje regularnie inicjowały akcje o charakterze antysemickim. Żądano najpierw wprowadzenia zasady numerus clausus, później numerus nullus. Żydów poddawano bojkotowi gospodarczemu i towarzyskiemu. Od grudnia 1931 roku zdominowany przez Wszechpolaków Lwowski Komitet Akademicki domagał się także wprowadzenia getta ławkowego. Na uczelniach nierzadko dochodziło do ekscesów i aktów przemocy. W maju 1932 roku ofiarą napaści stał się nawet były premier i profesor Politechniki Lwowskiej, Kazimierz Bartel.

## Zamieszki w dniach 12–13 listopada
10 listopada 1932 roku przypadała pierwsza rocznica śmierci Stanisława Wacławskiego, studenta Uniwersytetu Stefana Batorego w Wilnie, który zginął uderzony kamieniem podczas starć ze studentami pochodzenia żydowskiego. Obóz narodowy postanowił ją wykorzystać jako pretekst do zorganizowania demonstracji o charakterze antysemickim.
11 listopada w zakładzie kamieniarskim L. Tyrowicza władze skonfiskowały kamienną tablicę ku czci Wacławskiego, którą młodzież endecka planowała wmurować w ścianę II Domu Techników. Skonfiskowano także ulotki wydrukowane w Domu Akademickim. Tego dnia na ulicach miasta pojawili się studenci z przypiętymi zielonymi wstążkami, które symbolizowały bojkot Żydów.
12 listopada zwolennicy obozu narodowego przystąpili do zakłócania zajęć na uczelniach wyższych. Na Uniwersytecie Jana Kazimierza siłą usunięto żydowskich studentów z sal wykładowych. O godzinie 11:00 ponad tysiąc studentów wzięło udział w mszy w kościele św. Piotra i Pawła. Po jej zakończeniu, mimo wyraźnego zakazu policji, studenci przeszli pod II Dom Techników, gdzie zawiesili prowizoryczną tablicę ku czci Wacławskiego i przeprowadzili wiec. W międzyczasie grupa około 100 osób odłączyła się od tłumu i zaczęła wybijać szyby w oknach żydowskich sklepów w rejonie politechniki. Kilku studentów zdemolowało także kawiarnię „Louvre” na rogu ulic Kościuszki i Trzeciego Maja (ob. Kościuszki i Strzelców Siczowych). Do studentów wkrótce zaczęli się przyłączać członkowie marginesu społecznego, którzy demolowali i grabili sklepy. Interweniowała policja, która rozproszyła zgromadzenie pod II Domem Techników.
Wieczorem członkowie Młodzieży Wszechpolskiej dwukrotnie usiłowali zorganizować manifestację na ul. Akademickiej i pl. Mariackim. Policja, która już wcześniej silnie obsadziła ulice Lwowa, rozproszyła manifestantów. Niemniej w różnych punktach miasta niewielkie grupy narodowców napadały na żydowskie sklepy, wybijając szyby i demolując witryny. Tego dnia ucierpiało łącznie 56 sklepów i przedsiębiorstw, w tym kilka należących do Polaków. Kilkudziesięciu Żydów zostało pobitych. Interweniowała policja. Ośmiu studentów zostało rannych podczas starć z funkcjonariuszami, kolejne 33 osoby aresztowano. Zamieszki trwały do godziny 21:30.
13 listopada atmosfera we Lwowie nieco zelżała, co nie oznaczało jednak końca zamieszek. Tego dnia policja kilkakrotnie rozpraszała grupy studentów gromadzące się w różnych punktach miasta, m.in. pod gmachem uniwersytetu. Na ulicy Żulińskiego (obecnie akademika Władimira Fiłatowa) uciekający przed policją studenci wybili szyby w mleczarni. Także w innych punktach miasta wybijano szyby w sklepach i przedsiębiorstwach, m.in. w zakładzie fotograficznym na ul. Legionów (ob. prospekt Swobody), na którego witrynie wystawiony był portret marsz. Józefa Piłsudskiego. Policja zatrzymała 23 studentów.
Tego dnia wojewoda Józef Rożniecki przyjął rektorów uniwersytetu i politechniki: Adama Gerstmanna i Kazimierza Zipsera. Rektorzy wyrazili ubolewanie z powodu rozruchów, lecz jednocześnie podjęli interwencję w sprawie uwolnienia aresztowanych studentów.
14 listopada dziewiętnastu studentów uczestniczących w zamieszkach zostało ukaranych w trybie administracyjnym. Do 19 listopada zwolniono z aresztów wszystkich studentów zatrzymanych podczas rozruchów.

## Zamieszki w dniach 27 listopada – 1 grudnia

### Śmierć Jana Grodkowskiego

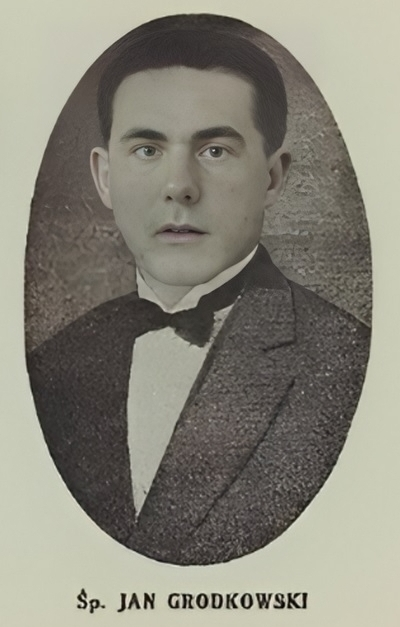
Jan Grodkowski

W sobotnią noc z 26 na 27 listopada grupa studentów z korporacji „Lutyko-Venedya” bawiła się w owianym złą sławą lokalu „Adria” na rogu ulic Sykstuskiej i Szajnochy (ob. Doroszenki i Bankiwska). Młodzi ludzie wdali się w awanturę z czterema batiarami pochodzenia żydowskiego: Mosze Katzem, Nuchimem Schmerem, Szulimem Kellerem i Izraelem Tune. Sytuacja uległa zaognieniu, gdy student IV roku weterynarii Jan Grodkowski obrzucił obelgami towarzyszącą batiarom polską prostytutkę Stefanię Surówkę. Spór wkrótce przeniósł się z lokalu na ulicę. W pewnym momencie Grodkowski spoliczkował prostytutkę, za co Katz pchnął go nożem. Lekko ranni zostali także studenci Stanisław Pietruszko i Jerzy Szczepanowski. Policja, która błyskawicznie przybyła na miejsce zdarzenia, aresztowała nożowników oraz Surówkę. Grodkowski zmarł w szpitalu.
Wiadomość o śmierci Grodkowskiego błyskawicznie rozeszła się po mieście. Pojawiły się ulotki wzywające do rozprawy z „Żydami i sanatorami”, przy czym według ustaleń policji co najmniej część z nich przygotowali komuniści, licząc na sprowokowanie niepokojów społecznych. Prezes „Lutyko-Venedya” Tadeusz Winiecki oraz prezes Bratniej Pomocy Studentów Akademii Medycyny Weterynaryjnej Władysław Borowiak zaapelowali do studentów o zachowanie spokoju. Mimo tego wieczorem 27 listopada na ulicach miasta rozpoczęły się zamieszki. Studenci napadali na Żydów i próbowali rozbijać żydowskie sklepy. Pobito około 50 osób. Eskalacji chwilowo zapobiegła interwencja policji, która tłumiąc zajścia, aresztowała kilkanaście osób.

### Eskalacja rozruchów
Kolejny dzień nie przyniósł uspokojenia nastrojów. Nad ranem obrzucono kamieniami Żydowski Dom Akademicki przy ul. św. Teresy (obecnie Metropolity Andrzeja). Wybijano także szyby w oknach żydowskich domów i sklepów. Rozruchy objęły lwowskie uczelnie wyższe; na Politechnice Lwowskiej i w Wyższej Szkole Handlu Zagranicznego doszło do napadów na żydowskich studentów. Kilkunastu napastników wdarło się także do siedziby żydowskiej „Wzajemnej Pomocy”, gdzie pobito żydowskich studentów i studentki. W konsekwencji rektorzy uniwersytetu, politechniki i WSHZ podjęli decyzję o zawieszeniu zajęć.

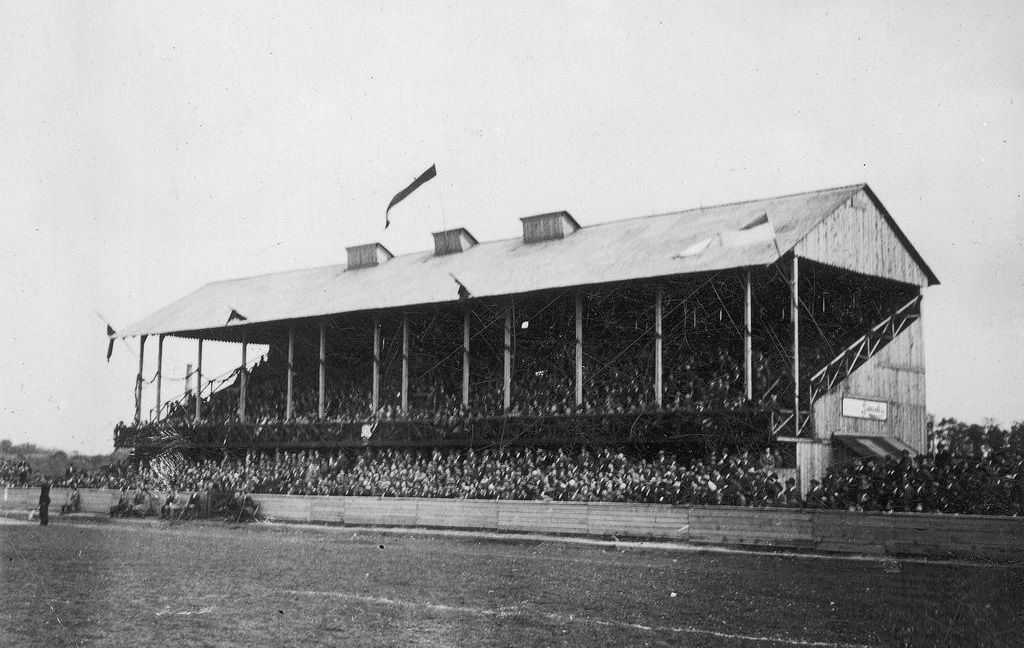
Stadion „Hasmonei Lwów”, który podpalono w czasie zamieszek 28 listopada 1932 roku

Na wniosek prezydenta Wacława Drojanowskiego rada miejska we Lwowie wydała proklamację potępiającą rozruchy. Niedługo później tłum studentów udał się pod kamienicę, w której zamieszkiwał Drojanowski i wybił szyby w oknach jego mieszkania. Do studentów dołączać zaczęli przedstawiciele lwowskiego marginesu, a także komunistyczni agitatorzy, którzy podburzali do „grabienia bogaczy”. Na ulicy Akademickiej (obecnie prospekt Szewczenki) kilkutysięczny tłum rozproszyła szarża policji konnej. Po południu policja sprowadziła trzy strażackie wozy z beczkowozami i w przypadku napotkania zbiegowisk, oblewała ich uczestników strugami wody. Tego dnia rannych zostało co najmniej 80 osób. Około godziny 20:00 podpalono stadion żydowskiego towarzystwa sportowego „Hasmonea Lwów”. Zamieszki trwały do późnych godzin nocnych.
29 listopada odbył się uroczysty pogrzeb Grodkowskiego. Według danych urzędowych wzięło w nim udział ponad 15 tys. osób, w tym rektorzy i profesura lwowskich uczelni, miejscowi liderzy obozu narodowego oraz liczni duchowni katoliccy. Na ulicach silnie zaznaczała się obecność policji, której funkcjonariusze starali się identyfikować i zatrzymywać potencjalnych prowodyrów. Po zakończeniu uroczystości tłumy lwowian ruszyły z Cmentarza Łyczakowskiego do Śródmieścia, gdzie – mimo wcześniejszych apeli ze strony uczonych i organizacji kombatanckich – rozpoczęły się rozruchy i napady na Żydów. W czasie szarpaniny na ulicy Kopernika został ranny student Zygmunt Zamorski. Po mieście rozeszła się plotka, iż został zastrzelony przez Żydów, co doprowadziło do eskalacji zamieszek. Atakowano żydowskie sklepy, wybijano szyby w żydowskich mieszkaniach, a na ulicach polowano na osoby o „semickim wyglądzie”. W tym ostatnim procederze pomagali motorniczowie lwowskich tramwajów, którzy specjalnie zatrzymywali pojazdy poza przystankami, umożliwiając napastnikom wtargnięcie do środka i bicie żydowskich pasażerów. Policja była zmuszona przesunąć przystanek tramwajowy przy politechnice, aby zapobiec zbiegowiskom i napadom na żydowskich pasażerów. Bojówkarze zaatakowali także pasażerów wysiadających z pociągu na Dworcu Łyczakowskim. Wielokrotnie interweniowała policja, aresztując na gorącym uczynku około 80 uczestników zamieszek. Zatrzymano ponadto około 40 komunistów i lewicowców pod zarzutem podburzania tłumu do grabienia sklepów i straganów.
30 listopada sytuacja we Lwowie nadal była niespokojna. Endeckie bojówki krążyły po ulicach, usiłując nie dopuścić do ponownego otwarcia żydowskich sklepów. Na ulicach i w tramwajach nadal dochodziło do ataków na Żydów, przy czym bojówkarze przez pomyłkę pobili także kilku chrześcijan. Do napadów na żydowskich pasażerów doszło ponadto w pociągach do Stanisławowa i Tarnopola.
Tego dnia lwowscy biskupi obrządków łacińskiego (abp Bolesław Twardowski i bp Franciszek Lisowski) i ormiańskiego (abp Józef Teodorowicz) wydali odezwę do młodzieży akademickiej, wzywającą do zachowania spokoju. Podobny apel wystosowali rektor i senat Uniwersytetu Jana Kazimierza, ostrzegając jednocześnie, że dalsze zakłócanie porządku może zmusić władze uczelniane do wstrzymania immatrykulacji nowego rocznika studentów. W praktyce o wiele większy skutek przyniosło sprowadzenie do Lwowa znacznych sił policyjnych, w tym kadetów ze szkoły policyjnej w Mostach Wielkich. Mimo iż nacjonalistyczni studenci usiłowali ponownie sprowokować zamieszki, sytuacja zaczęła się stopniowo uspokajać.
Rankiem 1 grudnia na terenie Uniwersytetu Jana Kazimierza odbył się wiec z udziałem około 2 tys. osób, w którego trakcie wysunięto m.in. żądania ustąpienia prezydenta Drojanowskiego, wprowadzenia zasady numerus clausus na uczelniach wyższych, bojkotu gospodarczego Żydów i ograniczenia im dostępu do wolnych zawodów, doraźnego osądzenia zabójców Grodkowskiego. Po zakończeniu wiecu, wbrew zakazowi policyjnemu, uczestnicy udali się na pl. Mariacki z zamiarem przeprowadzenia kolejnej manifestacji. Gdy policja przy użyciu motopompy rozproszyła zbiegowisko, mniejsze grupy studentów rozbiegły się po mieście, a następnie zaczęły atakować żydowskich przechodniów. Pobito kilkadziesiąt osób. Do bójek i awantur doszło także w godzinach popołudniowych. Kilkakrotnie interweniowała policja, zatrzymując ponad 40 osób. W nocy z 1 na 2 grudnia przeprowadzono rewizje w mieszkaniach miejscowych liderów obozu narodowego. Aresztowano wtedy kilkanaście osób.
W kolejnych dniach odnotowano już tylko sporadyczne incydenty. Zatrzymano m.in. studentkę, która naklejała kartki z narysowaną świnią na plecy osób wchodzących do żydowskich sklepów. 2 grudnia zostały wznowione zajęcia na Wyższej Szkole Handlu Zagranicznego, 3 grudnia – na Uniwersytecie Jana Kazimierza, a 5 grudnia – na Politechnice Lwowskiej. 4 grudnia w jednej z lwowskich drukarń policja skonfiskowała 10 tys. ulotek, które wzywały do bojkotu gospodarczego Żydów. W tych dniach aresztowano jeszcze kilkunastu działaczy obozu narodowego, w tym Klaudiusza Hrabyka, Adama Marię Macielińskiego i Jana Ostoję Matłachowskiego.

### Bilans
W wyniku zamieszek 234 osoby zgłosiły się na pogotowie ratunkowe; w większości wypadków byli to Żydzi. Nieznana jest liczba osób, które zostały ranne, lecz nie zgłosiły się po pomoc medyczną. 97 osób zgłosiło doznanie szkód majątkowych na skutek kradzieży lub zniszczeń. Ucierpieć miało 50% żydowskich sklepów we Lwowie, a także pewna liczba sklepów należących do Polaków.
Policja zatrzymała 90 studentów, z czego trzynastu aresztowano, a czterdziestu trzech ukarano w trybie administracyjnym. Starostwo grodzkie wymierzyło kary 185 osobom, z czego połowę stanowili studenci. Większość ukarano grzywną, wymierzono także kary bezwzględnego aresztu. W kwietniu 1933 roku niektórzy uczestnicy zamieszek zostali osądzeni i skazani na kary więzienia w zawieszeniu.
Miejscowi przywódcy Młodzieży Wszechpolskiej: Klaudiusz Hrabyk, Adam Maria Macieliński i Jan Ostoja Matłachowski zostali już 16 grudnia zwolnieni z aresztu. Kilka dni później przyjęli ich na audiencji biskupi Franciszek Lisowski i Józef Teodorowicz, którzy w czasie spotkania wyrazili radość, że „przewodniczący młodzieży nie zostali złamani na duchu”.

## Epilog
Wieści o lwowskich zamieszkach rozeszły się po Polsce. Do manifestacji i antysemickich ekscesów doszło w Warszawie, Krakowie, Poznaniu, Częstochowie i Wilnie.
Sprawę zamieszek omówił Sejm w dniu 6 grudnia 1932 roku. Koła poselskie zgłosiły w tej sprawie trzy różne wnioski. We wniosku Koła Żydowskiego zażądano wyjaśnienia przyczyn rozruchów i ukarania winnych, a jednocześnie oskarżono policję, iż zachowała się zbyt biernie. Z kolei we wniosku Stronnictwa Narodowego policję oskarżono o prowokowanie młodzieży i nadmierną brutalność. We wniosku Polskiej Partii Socjalistycznej oceniono natomiast, że działania młodzieży nacjonalistycznej miały „wybitnie dywersyjny charakter”, a jednocześnie oskarżono władze o utrudnianie socjalistom kontrakcji wobec działań endecji – poprzez wydanie zakazu odbycia wiecu ZNMS w dniu 4 grudnia. Sprawa zamieszek była jeszcze przez długi czas omawiana na posiedzeniach komisji sejmowych.
7 grudnia 1932 roku minister spraw wewnętrznych Bronisław Pieracki przyjął na spotkaniu posłów Koła Żydowskiego oraz posłów BBWR pochodzenia żydowskiego. Zapewnił, iż władze podejmą wszelkie środki, aby nie dopuścić do powtórzenia się podobnych zajść w przyszłości. Tego samego dnia Pieracki przyjął także delegację lwowskich Żydów, która przedstawiła m.in. dokumentację fotograficzną szkód spowodowanych przez zamieszki, zaapelowała o pomoc dla poszkodowanych i zażądała ukarania winnych.
O lwowskich rozruchach informowała prasa europejska i amerykańska. Dużą uwagę poświęciły im zwłaszcza gazety niemieckie, określając zamieszki mianem „pogromu”.
Zabójca Grodkowskiego, Mosze Katz, został osądzony i skazany na karę czterech lat pozbawienia wolności.
W kolejnych latach rocznice śmierci Wacławskiego i Grodkowskiego były wykorzystywane przez Młodzież Wszechpolską do prowokowania ekscesów antyżydowskich – zarówno we Lwowie, jak i w innych miastach.